# Geraldo Medeiros de Melo
Geraldo Medeiros de Melo (Capela, 3 de março de 1929 — 5 de novembro de 1999 ) foi um político brasileiro.
Em 1961 foi eleito vereador do município alagoano de Capela, na legenda do Partido Trabalhista Nacional (PTN), exercendo o mandato entre 1962 e 1966.
Militou no Partido Social Democrático (PSD) e, após o bipartidarismo, cerrou fileiras na Aliança Renovadora Nacional (ARENA). Foi eleito prefeito de Capela em 1966, tendo assumido no início do ano seguinte, permanecendo no cargo até 1970.
Foi eleito deputado estadual em 1970 e 1974. Atingiu o ápice de sua vida política em setembro de 1978 quando foi escolhido governador de Alagoas pela Assembleia Legislativa após um mês de interinidade do presidente do Tribunal de Justiça. Antes disso, ocorrera a renúncia do governador Divaldo Suruagy para concorrer ao cargo de deputado federal, sendo que o vice-governador Antônio Gomes de Barros já havia falecido. Permaneceu à frente do Executivo alagoano até 15 de março de 1979, quando passou o governo para Guilherme Palmeira.